# O Fado
O Fado è il quindicesimo album del 2001 di Eugenio Finardi, realizzato insieme a Francesco Di Giacomo, Marco Poeta ed Elisa Ridolfi.

## Tracce
1. Le ragazze di Terceira – 3:38
2. Barco negro – 3:24
3. Coimbra – 3:24
4. Aquela rua – 2:18
5. Cinque pietre – 3:04
6. Foi deus – 3:57
7. Uma casa portuguesa – 3:21
8. Piazza Grande – 2:37
9. La mia canzone è saudade – 3:24
10. Fado portugués – 3:52
11. Dança dos montanheses – 2:02
12. Fado lisboeta – 3:14
13. Fado Malhoa – 3:30
14. Lisboa não sejas francesa – 3:05
15. Lisboa antiga – 2:50
16. Fado menor – 2:59
17. A Amália – 3:05
18. Não é desgraça ser pobrel (Non è disgrazia essere povero) – 4:33